# Wilkiea rigidifolia
Wilkiea rigidifolia är en tvåhjärtbladig växtart som först beskrevs av Albert Charles Smith, och fick sitt nu gällande namn av Whiffin & Foreman. Wilkiea rigidifolia ingår i släktet Wilkiea och familjen Monimiaceae. Inga underarter finns listade i Catalogue of Life.